# Slovenka
Slovenka is een Sloveense dramafilm uit 2009, geregisseerd door Damjan Kozole.

## Verhaallijn
De 23-jarige studente Aleksandra, afkomstig uit een klein dorpje, woont en studeert in Ljubljana. Om dit te kunnen bekostigen plaatst ze lokale advertenties onder de naam "Slovenka" (Sloveense) waarbij ze zichzelf prostitueert. Haar familie en vrienden weten hier niets van af. Haar advertenties trekken echter ook de aandacht van lokale criminelen met alle gevolgen van dien.

## Rolverdeling
| Acteur         | Personage  |
| -------------- | ---------- |
| Nina Ivanišin  | Aleksandra |
| Peter Musevski | Edo        |
| Primoz Pirnat  | Zdravko    |
| Marusa Kink    | Vesna      |
| Uros Furst     | Gregor     |
| Dejan Spasic   | Mile       |
| Aljosa Kovacic | Peter      |
| Andrej Murenc  | Miha       |
| Ales Valic     | Mrak       |
| Marjuta Slamic |            |